# Pałac Wołodkowiczów w Krakowie

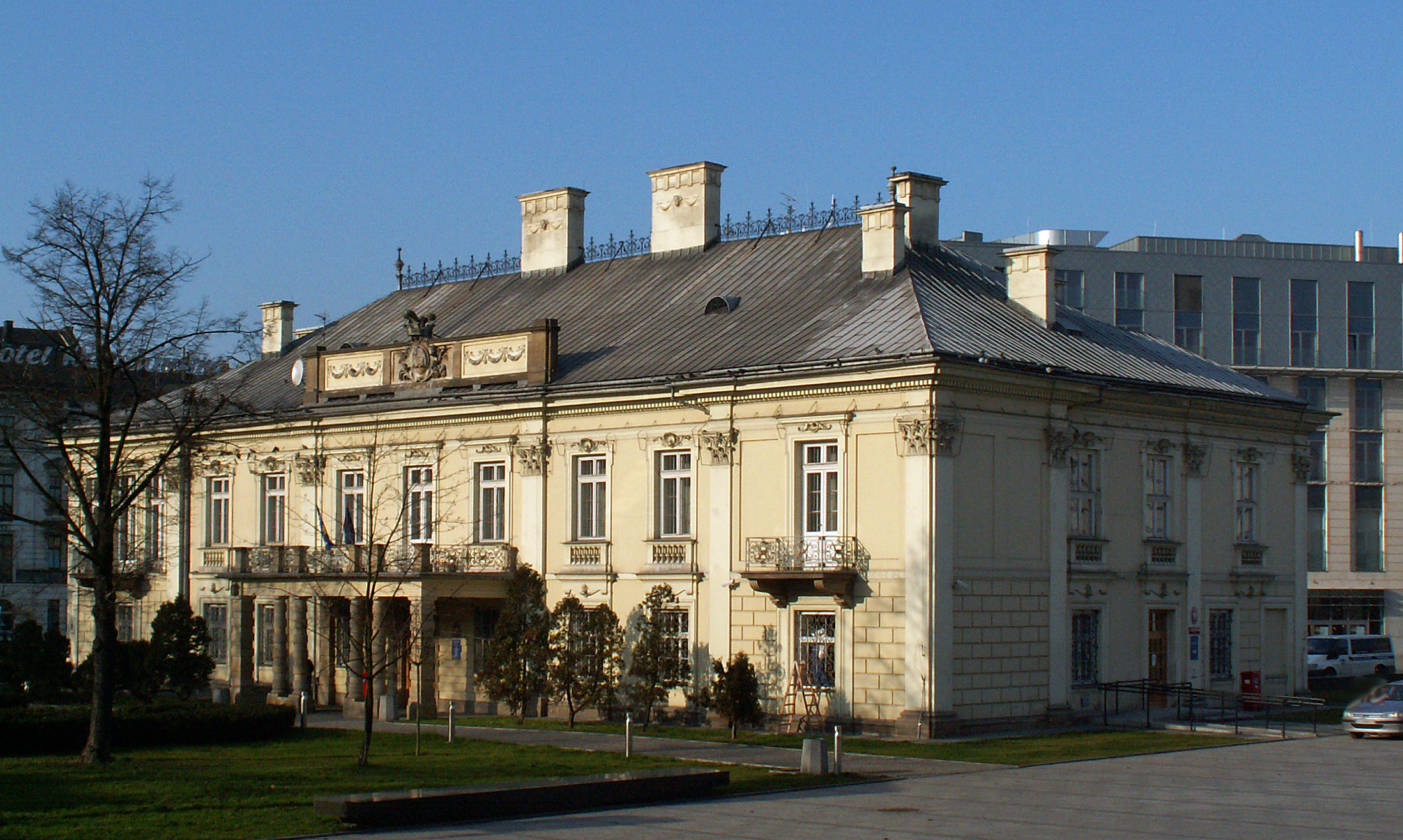
Pałac Wołodkowiczów, przed renowacją (2009)

Pałac Wołodkowiczów lub Wołłodkowicza – budynek znajdujący się w Krakowie, przy ul. Lubicz 4, obok dworca kolejowego Kraków Główny i placu Jana Nowaka-Jeziorańskiego, na Wesołej.

## Historia
W miejscu tym w 1. połowie XIX wieku stał niewielki pałac prof. Macieja Józefa Brodowicza. Brodowicz odsprzedał pałacyk Towarzystwu Kolei Krakowsko-Górnośląskiej, a w 1851 roku odkupił go od Towarzystwa Piotr Stanisław Moszyński. Kierując się pobudkami patriotycznymi, zgromadził on w swojej rezydencji wspaniałą kolekcję dzieł sztuki oraz okazałe archiwum i bogatą bibliotekę. Zbiory biblioteczno-archiwalne ulokowane były na parterze pałacu i liczyły ok. 13 tys. pozycji katalogowych. Znajdowało się tam także ok. 30 tys. rycin, a ponadto zbiory kartograficzne, numizmatyczne i sfragistyczne. Na pierwszym piętrze umieszczono natomiast kolekcję ceramiki, malarstwa portretowego i przedmiotów pochodzących z wykopalisk. W sali jadalnej ulokowano bogatą i różnorodną kolekcję dawnej broni. Ze zbiorów tych często korzystał Jan Matejko, Walery Eljasz-Radzikowski i Florian Cynk. Niedługo przed swoją śmiercią (zm. w 1879 r.) Piotr Moszyński sprzedał pałacyk, a swoje zbiory przekazał dzieciom.
W 1884 roku zbudowano, dla pochodzących z kresów ziemian, Bolesława i Zofii Wołodkowiczów, nowy pałac będący przykładem eklektyzmu wzorowanego na architekturze francuskiej, zaprojektowany przez krakowskich architektów Tadeusza Stryjeńskiego i Władysława Ekielskiego.
Na attyce do dzisiaj widać herb rodziny Wołodkowiczów – Radwan.
W kwietniu 1887 roku przygotowując ulicę Lubicz do budowy przekopu rozebrano „całkowicie mur okalający ogród” poszerzając ulicę o 10 metrów.
Pałac przed I wojną światową był w posiadaniu Bogdana Ogińskiego. 12 czerwca 1939 roku, tuż przed wybuchem II wojny światowej w kilku pomieszczeniach mieściło się Muzeum Etnograficzne.
We wnętrzu można zobaczyć stiuki na ścianach pierwszego piętra oraz posadzki parkietowe z różnych gatunków drewna, będące pozostałością dawnego luksusowego wyposażenia.
W 2018 roku rozpoczął się remont pałacu, w ramach którego odnowiono zarówno elewację jak i przebudowano wnętrze. Remont miał przystosować pałac do funkcji usługowo-handlowej.